# Jacar
Jacar (ook: Jacai)
is een dorp in het district Ceel Buur in de regio Galguduud in Centraal-Somalië.
Jacar heeft een typische structuur met een enorm rond dorpsplein met een diameter van ca. 270 m met radiaal (stervormig) weglopende straatjes. Op dit plein zijn drinkplaatsen voor vee. Het dorp ligt 42 km ten zuidoosten van de districtshoofdstad Ceel Buur (El Bur). Dorpen in de omgeving zijn Garable en Gal Hareeri (31,7 km resp. 42,4 km ten noordoosten van Jacar) en Bargaan (19,1 km zuidoostelijk). Al deze dorpen hebben dezelfde stervormige lay-out.
El Bur was de afgelopen jaren in handen van de islamitische terreurorganisatie Al-Shabaab. Toen El Bur in maart 2014 werd bevrijd vluchtten de Al-Shabaab-strijders naar Jacar. Omdat Al-Shabaab - volgens media-berichten in december 2014 - na het verlies van Baraawe het dicht bij Jacar gelegen Gal Hareeri als nieuw zenuwcentrum lijkt te hebben gekozen, is het reëel te veronderstellen dat ook Jacar nog onder het bewind van deze terreurgroep staat.

## Klimaat
Jacar heeft een aride steppeklimaat. De gemiddelde jaartemperatuur is 28,0 °C. April is de warmste maand, gemiddeld 29,9 °C; januari is het koelste, gemiddeld 26,9 °C. De jaarlijkse regenval bedraagt ca. 221 mm (ter vergelijking: Nederland ca. 800 mm). Er zijn twee duidelijke droge seizoenen: van december t/m maart en juni t/m september, en twee regenseizoenen, april-mei (de zgn. Gu-regens) en oktober-november (de zgn. Dayr-regens). Bijna alle regen in het jaar valt in die 4 maanden; mei is het natst met 56 mm. Overigens kan de neerslag sterk fluctueren van jaar tot jaar.